# Arrondissement Saintes
Saintes is een arrondissement van het Franse departement Charente-Maritime in de regio Nouvelle-Aquitaine. De onderprefectuur is Saintes.

## Kantons
Het arrondissement was tot 2014 samengesteld uit de volgende kantons:
- Kanton Burie, 10 gemeentes :
Burie, Chérac, Dompierre-sur-Charente, Écoyeux, Migron, Saint-Bris-des-Bois, Saint-Césaire, Saint-Sauvant, Le Seure en Villars-les-Bois.

- Kanton Cozes, 14 gemeentes :
Arces, Barzan, Boutenac-Touvent, Brie-sous-Mortagne, Chenac-Saint-Seurin-d'Uzet, Cozes, Épargnes, Floirac, Grézac, Meschers-sur-Gironde, Mortagne-sur-Gironde, Saint-Romain-sur-Gironde, Semussac en Talmont-sur-Gironde.

- Kanton Gémozac, 16 gemeentes :
Berneuil, Cravans, Gémozac, Jazennes, Meursac, Montpellier-de-Médillan, Rétaud, Rioux, Saint-André-de-Lidon, Saint-Quantin-de-Rançanne, Saint-Simon-de-Pellouaille, Tanzac, Tesson, Thaims, Villars-en-Pons en Virollet.

- Kanton Pons, 19 gemeentes :
Avy, Belluire, Biron, Bougneau, Brives-sur-Charente, Chadenac, Coulonges, Échebrune, Fléac-sur-Seugne, Marignac, Mazerolles, Montils, Pérignac, Pons, Rouffiac, Saint-Léger, Saint-Seurin-de-Palenne, Saint-Sever-de-Saintonge en Salignac-sur-Charente.

- Kanton Saint-Porchaire, 15 gemeentes :
Beurlay, Crazannes, Les Essards, Geay, Plassay, Pont-l'Abbé-d'Arnoult, Port-d'Envaux, Romegoux, Saint-Porchaire, Saint-Sulpice-d'Arnoult, Sainte-Gemme, Sainte-Radegonde, Soulignonne, Trizay en La Vallée.

- Kanton Saintes-Est, 6 gemeentes plus een gedeelte van de gemeente Saintes :
Chaniers, La Chapelle-des-Pots, Colombiers, Courcoury, Les Gonds, La Jard en Saintes (gedeelte van de gemeente).

- Kanton Saintes-Nord, 5 gemeentes plus een gedeelte van de gemeente Saintes :
Bussac-sur-Charente, Le Douhet, Fontcouverte, Saint-Vaize, Saintes (gedeelte van de gemeente) en Vénérand.

- Kanton Saintes-Ouest, 8 gemeentes plus een gedeelte van de gemeente Saintes :
Chermignac, Écurat, Nieul-lès-Saintes, Pessines, Préguillac, Saint-Georges-des-Coteaux, Saintes (gedeelte van de gemeente), Thénac en Varzay.

- Kanton Saujon, 13 gemeentes :
Balanzac, Le Chay, La Clisse, Corme-Écluse, Corme-Royal, Luchat, Médis, Nancras, Pisany, Sablonceaux, Saint-Romain-de-Benet, Saujon en Thézac.

Na de herindeling van de kantons bij decreet van 27 februari 2014, met uitwerking op 22 maart 2015, is de samenstelling als volgt :
- kanton Chaniers ( deel )( 17/26 )
- Kanton Saint-Jean-d'Angély ( deel )( 2/40 )
- Kanton Saint-Porchaire
- kanton Saintes
- kanton Saintonge Estuaire ( deel )( 22/23 )
- kanton Saujon ( deel )( 7/9 )
- kanton Thénac ( deel )( 21/25 )